# Крассельт, Рудольф
Рудольф Крассельт (нем. Rudolf Krasselt; 1 января 1878, Баден-Баден — 12 апреля 1954, Андернах) — немецкий виолончелист и дирижёр. Брат Альфреда Крассельта.
Родился в семье Иоганна Густава Крассельта, концертмейстера Баден-Баденского симфонического оркестра. С пяти лет играл на фортепиано, с двенадцатилетнего возраста занимался на виолончели под руководством Генриха Варнке.
В 1898—1901 гг. играл в Берлинском филармоническом оркестре под управлением Артура Никиша. В 1902 году по приглашению Густава Малера занял место солиста в Венском филармоническом оркестре, однако из-за ревности со стороны ветеранов коллектива был вынужден оставить Вену уже через полгода. В это же время предполагалось, что Крассельт займёт пульт виолончели в Квартете Розе, однако руководитель квартета Арнольд Розе отказался от этой идеи после конфликта между его братом Эдуардом и братом Крассельта Альфредом. В 1903—1904 гг. концертмейстер Бостонского симфонического оркестра.
По возвращении в Германию начал в большей степени работать как дирижёр, хотя и не оставил в полной мере карьеру инструменталиста. В 1906—1908 гг. третий капельмейстер Данцигской оперы, в 1909—1912 гг. первый капельмейстер Кильской оперы. В 1913—1924 гг. первый капельмейстер Немецкой оперы в Шарлоттенбурге, одновременно вёл класс дирижирования в Королевской академии музыки, где среди его учеников были, в частности, Курт Вайль, Бертольд Гольдшмидт, Эрнст Кшенек, Гюнтер Рафаэль.
С 1924 г. генеральмузикдиректор Ганновера, с 1934 г. также директор (интендант) Ганноверской оперы. В Ганновере добился значительных успехов, прежде всего, в вагнеровском репертуаре, а также поставив девять опер Эрманно Вольфа-Феррари. В 1943 г. руководил постановкой «Кольца Нибелунгов» в Парижской опере. В том же году был отправлен в отставку в связи с утратой доверия со стороны национал-социалистического руководства. После окончания Второй мировой войны до 1951 года выступал в Ганноверской опере как приглашённый дирижёр.
Именем Крассельта названа улица (нем. Krasseltweg) в Ганновере.